# Ginástica artística nos Jogos Pan-Americanos de 2007 - Barras assimétricas
A final feminina das barras assimétricas da ginástica artística nos Jogos Pan-Americanos de 2007 foi realizada em 17 de julho de 2007.

## Medalhistas
| Ouro   | USA Shawn Johnson    |
| Prata  | USA Anastasia Liukin |
| Bronze | BRA Lais Souza       |

## Qualificação
| Pos. | Ginasta              | Pontos | Resultado |
| ---- | -------------------- | ------ | --------- |
| 1    | USA Anastasia Liukin | 15,825 | Q         |
| 2    | USA Shawn Johnson    | 15,325 | Q         |
| 3    | BRA Lais Souza       | 15,150 | Q         |
| 4    | MEX Elsa García      | 15,075 | Q         |
| 5    | BRA Jade Barbosa     | 15,000 | Q         |
| 6    | USA Ivana Hong       | 14,875 |           |
| 7    | BRA Khiuani Dias     | 14,800 |           |
| 8    | USA Rebecca Bross    | 14,725 |           |
| 9    | BRA Daniele Hypólito | 14,550 |           |
| 10   | BRA Ana Silva        | 14,225 |           |
| 11   | CAN Charlotte Mackie | 14,125 | Q         |
| 12   | MEX Yesenia Estrada  | 14,050 | Q         |
| 13   | CUB Yahanara Sese    | 14,000 | Q         |
| 14   | CAN Ti Liu           | 13,975 | R         |
| 15   | USA Samantha Peszek  | 13,975 |           |
| 16   | CUB Madelen Tamayo   | 13,975 | R         |
| 17   | VEN Jessica López    | 13,950 | R         |

- Q - qualificada para a final
- R - reserva

## Final
| Pos.              | Ginasta              | Nota A | Nota B | Pen. | Total  |
| ----------------- | -------------------- | ------ | ------ | ---- | ------ |
| Medalha de ouro   | USA Shawn Johnson    | 6,200  | 9,275  |      | 15,475 |
| Medalha de prata  | USA Anastasia Liukin | 7,100  | 8,350  |      | 15,450 |
| Medalha de bronze | BRA Lais Souza       | 6,600  | 8,500  |      | 15,100 |
| 4                 | MEX Elsa García      | 6,300  | 8,750  |      | 15,050 |
| 5                 | CUB Yahanara Sese    | 6,300  | 8,100  | 0,1  | 14,300 |
| 6                 | BRA Ana Silva [a]    | 6,200  | 7,725  |      | 13,925 |
| 7                 | CAN Charlotte Mackie | 5,800  | 7,800  |      | 13,600 |
| 8                 | MEX Yesenia Estrada  | 5,800  | 7,800  | 0,3  | 13,150 |

a.^  Ana Silva disputou a prova no lugar de Jade Barbosa.